# Società Sportiva Campobasso 1979-1980
Questa pagina raccoglie le informazioni riguardanti la Società Sportiva Campobasso nelle competizioni ufficiali della stagione 1979-1980.

## Stagione
Nel 1979-1980 il Campobasso rinnova in parte la rosa: al posto dei partenti Pivotto, Picano e D'Alessandro (Paleari torna a Udine per rientrare in Molise a stagione in corso) il Ds Bronzetti prende tra i giocatori più significativi il centrocampista Enzo Scaini e l'attaccante Gian Battista Motta, con diversi giocatori che si affacciano dalla primavera in prima squadra, mentre Luigino Pasciullo entra definitivamente tra i grandi. La squadra viene affidata al tecnico Giovan Battista Benvenuto. Nelle prime tre partite la squadra raccoglie solo un punto, per poi riprendersi, trascinata dai gol di Scaini, Aliverni e Motta e da una difesa solida. La squadra non riesce a fare il salto decisivo e il tecnico non viene più seguito dal gruppo, per questo alla 12ª giornata Benvenuto viene sostituito da Giovanni Mialich. Sfruttando il campionato favorevole, il Campobasso macina punti scavalcando il Catania per la testa del girone, perdendo però l'ala Nemo per infortunio. Nella seconda parte cala, perdendo il ritmo del Catania, per poi essere escluso nella corsa finale a causa di un attacco non brillante in trasferta, facendosi superare dal Foggia (promosso) e dal Livorno, arrivando 4º con 39 punti. 
Partecipa anche alla Coppa Anglo-Italiana dove non riesce ad accedere alla finale per la differenza reti a favore della Triestina (vincitrice del torneo).
In Coppa Italia Semiprofessionisti, dopo aver superato agevolmente il girone contro Cassino e Formia, elimina Casertana e il Latina, fermandosi ai quarti contro la Civitanovese.

## Rosa
| N. |                   | Ruolo | Calciatore                  |
| -- | ----------------- | ----- | --------------------------- |
|    | Italia (bandiera) | P     | Macoretta                   |
|    | Italia (bandiera) | P     | Franco Paleari              |
|    | Italia (bandiera) | P     | Giuseppe Porrino            |
|    | Italia (bandiera) | P     | Pietro Tomei                |
|    | Italia (bandiera) | P     | F Ventura                   |
|    | Italia (bandiera) | D     | Paolo Agabitini             |
|    | Italia (bandiera) | D     | Ilario Cozzi                |
|    | Italia (bandiera) | D     | Alvaro Facoetti             |
|    | Italia (bandiera) | D     | Enrico Lanzi                |
|    | Italia (bandiera) | D     | Paolo Pagura                |
|    | Italia (bandiera) | D     | Carmelo Parpiglia           |
|    | Italia (bandiera) | D     | Luigino Pasciullo           |
|    | Italia (bandiera) | D     | Michele Scorrano (capitano) |
|    | Italia (bandiera) | D     | Angelo Trevisan             |
|    | Italia (bandiera) | C     | Nicola Aurisano             |
|    | Italia (bandiera) | C     | Giorgio Bittolo             |
|    | Italia (bandiera) | C     | Emilio Da Re                |
|    | Italia (bandiera) | C     | Gabriele Corigliano         |

| N. |                   | Ruolo | Calciatore           |
| -- | ----------------- | ----- | -------------------- |
|    | Italia (bandiera) | C     | Nicola Fucci         |
|    | Italia (bandiera) | C     | Marco Maestripieri   |
|    | Italia (bandiera) | C     | Giovanni Manari      |
|    | Italia (bandiera) | C     | Luigi Marchetti      |
|    | Italia (bandiera) | C     | Michele Tomasino     |
|    | Italia (bandiera) | C     | Enzo Scaini          |
|    | Italia (bandiera) | A     | Giampiero Alivernini |
|    | Italia (bandiera) | A     | Silvio Campofredano  |
|    | Italia (bandiera) | A     | Francesco Carnevale  |
|    | Italia (bandiera) | A     | Antonio Fiorillo     |
|    | Italia (bandiera) | A     | Claudio Lovison      |
|    | Italia (bandiera) | A     | Gian Battista Motta  |
|    | Italia (bandiera) | A     | Pieraldo Nemo        |
|    | Italia (bandiera) |       | Flavio Ceccarelli    |
|    | Italia (bandiera) |       | Piero D'Ascanio      |
|    | Italia (bandiera) |       | Petricca             |
|    | Italia (bandiera) |       | Vincenzo Rosati      |
|    | Italia (bandiera) |       | Villani              |

## Calciomercato

### Sessione estiva
| Acquisti | Acquisti            | Acquisti    | Acquisti    |
| R.       | Nome                | da          | Modalità    |
| -------- | ------------------- | ----------- | ----------- |
| P        | Pietro Tomei        | Massese     | definitivo  |
| D        | Paolo Agabitini     | Monopoli    | definitivo  |
| D        | Ilario Cozzi        | Brescia     | definitivo  |
| D        | Emilio Da Re        | Udinese     | definitivo  |
| D        | Paolo Pagura        | Udinese     | definitivo' |
| D        | Carmelo Parpiglia   | Brancaleone | definitivo  |
| C        | Giorgio Bittolo     | Pistoiese   | definitivo  |
| C        | Marco Maestripieri  | Lazio       | riscatto    |
| C        | Giovanni Manari     | Monopoli    | definitivo  |
| C        | Enzo Scaini         | Monza       | definitivo  |
| A        | Claudio Lovison     | Anconitana  | definitivo  |
| A        | Gian Battista Motta | Casale      | definitivo  |

| Cessioni | Cessioni          | Cessioni       | Cessioni      |
| R.       | Nome              | a              | Modalità      |
| -------- | ----------------- | -------------- | ------------- |
| P        | Franco Paleari    | Udinese        | fine prestito |
| D        | Antonio Del Zoppo |                | svincolato    |
| D        | Enzo Menchini     |                | svincolato    |
| D        | Pasquale Petrecca |                | svincolato    |
| D        | Natale Picano     | Taranto        | definitivo    |
| C        | Siro D'Alessandro | Pisa           | definitivo    |
| C        | Francesco Giurati | Conegliano     | definitivo    |
| C        | Silvano Pivotto   | Sambenedettese | definitivo    |
| C        | Giuseppe Silva    |                | svincolato    |
| A        | Umberto Catarci   | Casertana      | definitivo    |
|          | Santoro           |                | svincolato    |

### Sessione autunnale
| Acquisti | Acquisti       | Acquisti | Acquisti   |
| R.       | Nome           | da       | Modalità   |
| -------- | -------------- | -------- | ---------- |
| P        | Franco Paleari | Udinese  | definitivo |

| Cessioni | Cessioni         | Cessioni  | Cessioni   |
| R.       | Nome             | a         | Modalità   |
| -------- | ---------------- | --------- | ---------- |
| P        | Giuseppe Porrino | Casertana | definitivo |
| D        | Paolo Agabitini  | Lanciano  | definitivo |
| D        | Emilio Da Re     | Mestre    | definitivo |
| D        | Paolo Pagura     | Biellese  | definitivo |
| A        | Claudio Lovison  | Mestre    | definitivo |

## Risultati

### Campionato

#### Girone di andata
| Arbitro: | Baldi (Roma) |

|                         |           |                     |
| Zazzaro 29’ Messina 64’ | Marcatori | 31’ Nemo 87’ Scaini |

| Arbitro: | Testa (Prato) |

|  |           |              |
|  | Marcatori | 32’ Pazzagli |

| Arbitro: | Lombardo (Marsala) |

|             |           |  |
| Donetti 56’ | Marcatori |  |

| Arbitro: | Meschini (Perugia) |

|                                           |           |  |
| Scaini 12’ Alivernini 65’ (rig.) Nemo 67’ | Marcatori |  |

| Arbitro: | Da Pozzo (Monza) |

|            |           |           |
| Romano 15’ | Marcatori | 70’ Fucci |

| Arbitro: | Stillacci (Torino) |

|                                       |           |          |
| Motta 4’, 15’ Alivernini 58’ Nemo 81’ | Marcatori | 41’ Piga |

| Foggia 11 novembre 1979 7ª giornata | Foggia            | 0 – 0 | Campobasso | Stadio Pino Zaccheria\| Arbitro: \| Ronchetti (Carpi) \| |
| Arbitro:                            | Ronchetti (Carpi) |       |            |                                                          |

| Cava de'Tirreni 18 novembre 1979 8ª giornata | Cavese       | 0 – 0 | Campobasso | Stadio Comunale\| Arbitro: \| Sala (Lecco) \| |
| Arbitro:                                     | Sala (Lecco) |       |            |                                               |

| Arbitro: | Altobelli (Roma) |

|  |           |            |
|  | Marcatori | 47’ Meloni |

| Arbitro: | Pairetto (Nichelino) |

|                                 |           |              |
| Motta 51’ Alivernini 83’ (rig.) | Marcatori | 67’ Biasiolo |

| Arezzo 9 dicembre 1979 11ª giornata | Arezzo         | 0 – 0 | Campobasso | Stadio Comunale\| Arbitro: \| Boschi (Parma) \| |
| Arbitro:                            | Boschi (Parma) |       |            |                                                 |

| Arbitro: | Lussana (Bergamo) |

|                      |           |  |
| Alivernini 2’ (rig.) | Marcatori |  |

| Benevento 23 dicembre 1979 13ª giornata | Benevento          | 0 – 0 | Campobasso | Stadio Santa Colomba\| Arbitro: \| Da Pozzo (Livorno) \| |
| Arbitro:                                | Da Pozzo (Livorno) |       |            |                                                          |

| Arbitro: | Baldini (Piacenza) |

|                       |           |  |
| Scorrano 19’ Nemo 84’ | Marcatori |  |

| Arbitro: | Sguizzato (Verona) |

|           |           |  |
| Motta 57’ | Marcatori |  |

| Arbitro: | Tubertini (Bologna) |

|  |           |             |
|  | Marcatori | 40’ Bittolo |

| Arbitro: | De Marchi (Novara) |

|           |           |  |
| Motta 11’ | Marcatori |  |

#### Girone di ritorno
| Arbitro: | Manfredi (Pavia) |

|                      |           |  |
| Motta 21’ Scaini 75’ | Marcatori |  |

| Arbitro: | Rufo (Roma) |

|                         |           |                  |
| Marini 12’ Albano 90+1’ | Marcatori | 29’ Maestripieri |

| Arbitro: | Lussana (Bergamo) |

|                |           |  |
| Alivernini 72’ | Marcatori |  |

| Arbitro: | Cherri (Macerata) |

|              |           |  |
| Spinella 46’ | Marcatori |  |

| Campobasso 2 marzo 1980 22ª giornata | Campobasso        | 0 – 0 | Montevarchi | Stadio Giovanni Romagnoli\| Arbitro: \| Ronchetti (Carpi) \| |
| Arbitro:                             | Ronchetti (Carpi) |       |             |                                                              |

| Arbitro: | Angelelli (Terni) |

|                           |           |  |
| Chiavaro 40’ Labrocca 51’ | Marcatori |  |

| Arbitro: | Tubertini (Bologna) |

|                   |           |  |
| Scaini 34’ (rig.) | Marcatori |  |

| Arbitro: | Sguizzato (Verona) |

|             |           |  |
| Bittolo 33’ | Marcatori |  |

| Arbitro: | Polacco (Conegliano) |

|                       |           |                   |
| Ciulli 39’ Meloni 63’ | Marcatori | 85’ (rig.) Scaini |

| Siracusa 13 aprile 1980 27ª giornata | Siracusa       | 0 – 0 | Campobasso | Stadio Nicola De Simone\| Arbitro: \| Sarti (Modena) \| |
| Arbitro:                             | Sarti (Modena) |       |            |                                                         |

| Arbitro: | Lussana (Bergamo) |

|              |           |          |
| Scorrano 13’ | Marcatori | 55’ Neri |

| Arbitro: | Giaffreda (Roma) |

|            |           |  |
| Lupini 34’ | Marcatori |  |

| Arbitro: | Sala (Lecco) |

|           |           |  |
| Motta 75’ | Marcatori |  |

| Arbitro: | Cherri (Macerata) |

|              |           |  |
| Barducci 11’ | Marcatori |  |

| Chieti 25 maggio 1980 32ª giornata | Chieti            | 0 – 0 | Campobasso | Stadio Marrucino\| Arbitro: \| Ronchetti (Carpi) \| |
| Arbitro:                           | Ronchetti (Carpi) |       |            |                                                     |

| Arbitro: | Savalli (Trapani) |

|            |           |              |
| Scaini 35’ | Marcatori | 65’ Skoglund |

| Arbitro: | Costa (Mestre) |

|  |           |                          |
|  | Marcatori | 35’ Motta 55’ Alivernini |

### Coppa Italia Semiprofessionisti

#### Fase a gironi
| 26 agosto 1979 1ª giornata |  | – Il Campobasso riposa |  |  |

| Arbitro: | Rinaldi (Caserta) |

|           |           |                     |
| Perna 15’ | Marcatori | 23’ Fucci 35’ Motta |

| Arbitro: | Lamorgese (Potenza) |

|                             |           |                             |
| Ruffini 47’ (rig.) Sepe 90’ | Marcatori | 15’ Trevisan 40’ Alivernini |

| 9 settembre 1979 4ª giornata |  | – Il Campobasso riposa |  |  |

| Arbitro: | Giannioni (Jesi) |

|                                                                     |           |  |
| Nemo 5’ Trevisan 12’ Alivernini 15’, 55’ Scaini 60’ Manari 65’, 82’ | Marcatori |  |

| Arbitro: | Bianciardi (Siena) |

|                                                       |           |  |
| Maestripieri 22’, 42’ Alivernini 39’ Motta 81’ (rig.) | Marcatori |  |

#### Sedicesimi di finale
| Squadra 1 | Totale | Squadra 2  | Andata | Ritorno |
| --------- | ------ | ---------- | ------ | ------- |
| Casertana | 1-2    | Campobasso | 0-0    | 1-2     |

| Benevento 14 novembre 1979 Sedicesimi di finale-Andata | Casertana         | 0 – 0 | Campobasso | Stadio Santa Colomba\| Arbitro: \| Cherri (Macerata) \| |
| Arbitro:                                               | Cherri (Macerata) |       |            |                                                         |

| Arbitro: | Zumbo (Reggio Calabria) |

|                      |           |                     |
| Motta 47’ Scaini 52’ | Marcatori | 45’ (rig.) Lo Masto |

#### Ottavi di finale
| Squadra 1 | Totale | Squadra 2  | Andata | Ritorno |
| --------- | ------ | ---------- | ------ | ------- |
| Latina    | 1-2    | Campobasso | 0-1    | 1-1     |

| Arbitro: | Rinaldi (Caserta) |

|  |           |                |
|  | Marcatori | 84’ Alivernini |

| Arbitro: | Meschini (Perugia) |

|              |           |             |
| Trevisan 70’ | Marcatori | 71’ Caiazza |

#### Quarti di finale
| Squadra 1    | Totale | Squadra 2  | Andata | Ritorno |
| ------------ | ------ | ---------- | ------ | ------- |
| Civitanovese | 3-1    | Campobasso | 3-0    | 0-1     |

| Arbitro: | Ronchetti (Carpi) |

|                                   |           |  |
| Zorzetto 21’ Adamo 25’ Carrer 74’ | Marcatori |  |

| Arbitro: | Lamorgese (Potenza) |

|            |           |  |
| Scaini 28’ | Marcatori |  |

### Coppa Anglo-Italiana

#### Fase eliminatoria
| Arbitro: | D'Elia (Salerno) |

|                                                  |           |                       |
| Scaini 13’ Fiorillo 35’ Motta 76’ Alivernini 85’ | Marcatori | 18’ Hiles 35’ Woolfle |

| Campobasso 5 aprile 1980 2ª giornata | Campobasso        | 0 – 0 referto | Sutton Utd | Giovanni Romagnoli\| Arbitro: \| Patrussi (Arezzo) \| |
| Arbitro:                             | Patrussi (Arezzo) |               |            |                                                       |

| Arbitro: | B.Hill |

|  |           |           |
|  | Marcatori | 44’ Motta |

| Arbitro: | Read |

|                                    |           |                   |
| Lewis 25’, 41’ (rig.) Kingston 67’ | Marcatori | 66’ (rig.) Scaini |

## Statistiche

### Statistiche di squadra
| Competizione                    | Punti | In casa | In casa | In casa | In casa | In casa | In casa | In trasferta | In trasferta | In trasferta | In trasferta | In trasferta | In trasferta | Totale | Totale | Totale | Totale | Totale | Totale | DR  |
| Competizione                    | Punti | G       | V       | N       | P       | Gf      | Gs      | G            | V            | N            | P            | Gf           | Gs           | G      | V      | N      | P      | Gf     | Gs     | DR  |
| ------------------------------- | ----- | ------- | ------- | ------- | ------- | ------- | ------- | ------------ | ------------ | ------------ | ------------ | ------------ | ------------ | ------ | ------ | ------ | ------ | ------ | ------ | --- |
| Serie C1                        | 39    | 17      | 12      | 3       | 2       | 22      | 6       | 17           | 2            | 8            | 7            | 8            | 13           | 34     | 14     | 11     | 9      | 30     | 19     | +11 |
| Coppa Italia Semiprofessionisti | 7     | 5       | 4       | 1       | 0       | 15      | 2       | 5            | 2            | 2            | 1            | 5            | 6            | 10     | 6      | 3      | 1      | 20     | 8      | +12 |
| Coppa Anglo-Italiana            | 7     | 2       | 1       | 1       | 0       | 4       | 2       | 2            | 1            | 0            | 1            | 2            | 3            | 4      | 2      | 1      | 1      | 6      | 5      | +1  |
| Totale                          | -     | 24      | 17      | 5       | 2       | 41      | 10      | 24           | 5            | 10           | 9            | 15           | 23           | 48     | 22     | 13     | 11     | 56     | 32     | +24 |

### Statistiche dei giocatori
| Giocatore       | Serie C  | Serie C | Coppa Italia Semiprofessionisti | Coppa Italia Semiprofessionisti | Coppa Anglo-Italiana | Coppa Anglo-Italiana | Totale   | Totale |
| Giocatore       | Presenze | Reti    | Presenze                        | Reti                            | Presenze             | Reti                 | Presenze | Reti   |
| --------------- | -------- | ------- | ------------------------------- | ------------------------------- | -------------------- | -------------------- | -------- | ------ |
| P. Agabitini    | 0        | 0       | 2                               | 0                               | -                    | -                    | 2        | 0      |
| G. Alivernini   | 31       | 6       | 5                               | 5                               | 4                    | 1                    | 40       | 12     |
| N. Aurisano     | 0        | 0       | 1                               | 0                               | 0                    | 0                    | 1        | 0      |
| G. Bittolo      | 27       | 2       | 4                               | 0                               | 2                    | 0                    | 33       | 2      |
| S. Campofredano | 0        | 0       | 1                               | 0                               | 0                    | 0                    | 1        | 0      |
| F. Carnevale    | 0        | 0       | 1                               | 0                               | 0                    | 0                    | 1        | 0      |
| F. Ceccarelli   | 0        | 0       | 1                               | 0                               | 0                    | 0                    | 1        | 0      |
| G. Corigliano   | 0        | 0       | 3                               | 0                               | 0                    | 0                    | 3        | 0      |
| I. Cozzi        | 10       | 0       | 4                               | 0                               | 4                    | 0                    | 18       | 0      |
| P. D'Ascanio    | 0        | 0       | 4                               | 0                               | 0                    | 0                    | 4        | 0      |
| E. Da Re        | 3        | 0       | 1                               | 0                               | -                    | -                    | 4        | 0      |
| A. Facoetti     | 31       | 0       | 5                               | 0                               | 4                    | 0                    | 40       | 0      |
| A. Fiorillo     | 8        | 0       | 4                               | 0                               | 1                    | 0                    | 13       | 0      |
| N. Fucci        | 3        | 1       | 6                               | 1                               | 1                    | 0                    | 10       | 2      |
| E. Lanzi        | 30       | 0       | 3                               | 0                               | 4                    | 0                    | 37       | 0      |
| C. Lovison      | 1        | 0       | 0                               | 0                               | -                    | -                    | 1        | 0      |
| Macoretta       | 0        | 0       | 1                               | -1                              | 0                    | 0                    | 1        | -1     |
| M. Maestripieri | 33       | 1       | 4                               | 1                               | 3                    | 0                    | 40       | 2      |
| G. Manari       | 17       | 0       | 6                               | 2                               | 3                    | 0                    | 26       | 2      |
| L. Marchetti    | 0        | 0       | 2                               | 0                               | 0                    | 0                    | 2        | 0      |
| G. Motta        | 33       | 8       | 7                               | 2                               | 3                    | 2                    | 43       | 12     |
| P. Nemo         | 19       | 4       | 6                               | 2                               | 0                    | 0                    | 25       | 6      |
| P. Pagura       | 1        | 0       | 1                               | 0                               | -                    | -                    | 2        | 0      |
| C. Parpiglia    | 0        | 0       | 3                               | 0                               | 1                    | 0                    | 4        | 0      |
| F. Paleari      | 29       | -13     | 0                               | 0                               | 2                    | -3                   | 31       | -16    |
| L. Pasciullo    | 25       | 0       | 7                               | 0                               | 1                    | 0                    | 33       | 0      |
| Petricca        | 0        | 0       | 1                               | 0                               | 0                    | 0                    | 1        | 0      |
| G. Porrino      | 3        | -4      | 3                               | -2                              | -                    | -                    | 6        | -6     |
| V. Rosati       | 1        | 0       | 4                               | 0                               | 0                    | 0                    | 5        | 0      |
| E. Scaini       | 34       | 6       | 5                               | 3                               | 4                    | 2                    | 43       | 11     |
| M. Scorrano     | 33       | 2       | 4                               | 0                               | 3                    | 0                    | 40       | 2      |
| M. Tomasino     | 0        | 0       | 1                               | 0                               | 0                    | 0                    | 1        | 0      |
| P. Tomei        | 3        | -2      | 5                               | -2                              | 2                    | -2                   | 10       | -6     |
| A. Trevisan     | 29       | 0       | 8                               | 1                               | 4                    | 0                    | 41       | 1      |
| F. Ventura      | 0        | 0       | 1                               | -3                              | 0                    | 0                    | 1        | -3     |
| Villani         | 0        | 0       | 2                               | 0                               | 0                    | 0                    | 2        | 0      |